# Edmunda
Edmunda je žensko osebno ime.

## Izvor imena
Edmunda je ženska oblija moškega osebnega imena Edmund.

## Pogostost imena
Po podatkih Statističnega urada Republike Slovenije na dan 31. decembra 2007 v Sloveniji ni bilo ženskih oseb z imenom Edmunda ali pa je bilo število nosilk tega imena manjše od 5.

## Osebni praznik
Osebe z imenom Edmunda lahko godujejo takrat kot osebe z imenom Edmund.